# جفت تپه
جفت تپه مربوط به دوران‌های تاریخی پس از اسلام است و در شهرستان درگز، بخش مرکزی، روستای عباس قلعه واقع شده و این اثر در تاریخ ۱۰ دی ۱۳۸۱ با شمارهٔ ثبت ۶۷۰۸ به‌عنوان یکی از آثار ملی ایران به ثبت رسیده است.